# Negros Island Region

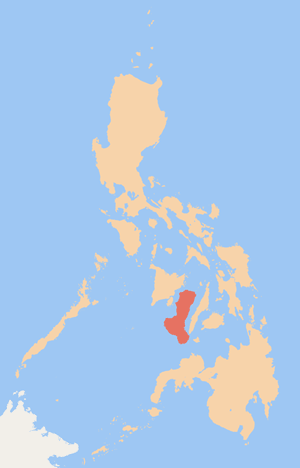
Negros Islands läge.

Negros Island Region (region NIR) är en region i Filippinerna med 3 682 705 invånare och en yta på 13 351 km². Den består av ön Negros, med de två provinserna Negros Oriental och Negros Occidental. Regionhuvudstaden är Bacolod City.
Regionen bildades 2015 genom att provinserna Negros Oriental och Negros Occidental bröts ut ur Västra Visayas och Centrala Visayas.